# Stenaspidius houstoni
Stenaspidius houstoni är en skalbaggsart som beskrevs av Henry Fuller Howden 1993. Stenaspidius houstoni ingår i släktet Stenaspidius och familjen Bolboceratidae. Inga underarter finns listade i Catalogue of Life.